# 溫莎鎮區 (明尼蘇達州清水縣)
溫莎鎮區（英語：Winsor Township）是位於美國明尼蘇達州清水縣的一個行政鎮區。

## 地方資料
溫莎鎮區的面積為92.90平方千米，當中陸地面積為92.50平方千米，而水域面積為0.40平方千米。根據2020年美國人口普查的數據，當地共有人口120人，而人口密度為每平方千米1.29人。